# Ď (слово латинице)
Ď ď (Ď ď; Ď ď) је слово латиничног писма. Користи се у чешком и словачком писму, и то слово означава звук /ɟ/, звучни палатални плозив (тачније алвеоло-палатални), звук сличан британском енглеском d у dew. Коришћено је и у полапском језику. Велико слово Ď настаје од латиничног D са додатком хачека (háček). Ипак, мало слово ď нема хачек, већ апостроф уместо њега. У абецеди, Ď се ставља одмах иза обичног D.
Ď се такође користи за представљање великог слова ð у грбу Шетланда. Међутим, типичан облик је Ð.

## Рачунарски кодови
| Знак                      | Ď                                 | Ď                                 | ď                               | ď                               |
| ------------------------- | --------------------------------- | --------------------------------- | ------------------------------- | ------------------------------- |
| Назив у Уникоду           | LATIN CAPITAL LETTER D WITH CARON | LATIN CAPITAL LETTER D WITH CARON | LATIN SMALL LETTER D WITH CARON | LATIN SMALL LETTER D WITH CARON |
| Врста кодирања            | децимална                         | хексадецимална                    | децимална                       | хексадецимална                  |
| Уникод                    | 270                               | U+010E                            | 271                             | U+010F                          |
| UTF-8                     | 196 142                           | C4 8E                             | 196 143                         | C4 8F                           |
| Нумеричка референца знака | &#270;                            | &#x10E;                           | &#271;                          | &#x10F;                         |

## Слична слова
Đ đ : Латинично слово Đ
D d: Латинично слово D
Ð, ð : Латинично слово Ед